# Megan Gustafson
Megan Elizabeth Gustafson (Duluth, Minnesota, 13 de diciembre de 1996) es una jugadora de baloncesto profesional estadounidense nacionalizada española. Juega en Las Vegas Aces de la WNBA. 

## Trayectoria deportiva

### Inicios
Nació en Duluth, Minnesota, y asistió al instituto de South Shore High Schoolral de Port Wing, Wisconsin.

### Universidad
Completó su carrera universitaria con los Iowa Hawkeyes en 2019. En su último año, anotó 1000 puntos y ganó el Honda Sports Award como la mejor jugadora de baloncesto del país.  El 15 de marzo de 2019, la ESPN la nombró jugadora nacional del año. En 2018 y 2019, fue nombrada Jugadora de Baloncesto Femenina del Año de la Conferencia Big Ten.

### Profesional
Fue seleccionada en la segunda ronda (17 en general) por los Dallas Wings en el draft de la WNBA de 2019, aunque fue cortada antes del inicio de la temporada. El 10 de junio de 2019, el equipo la volvió a fichar. El 26 de enero de 2020, Iowa retiró el número 10 en su honor.

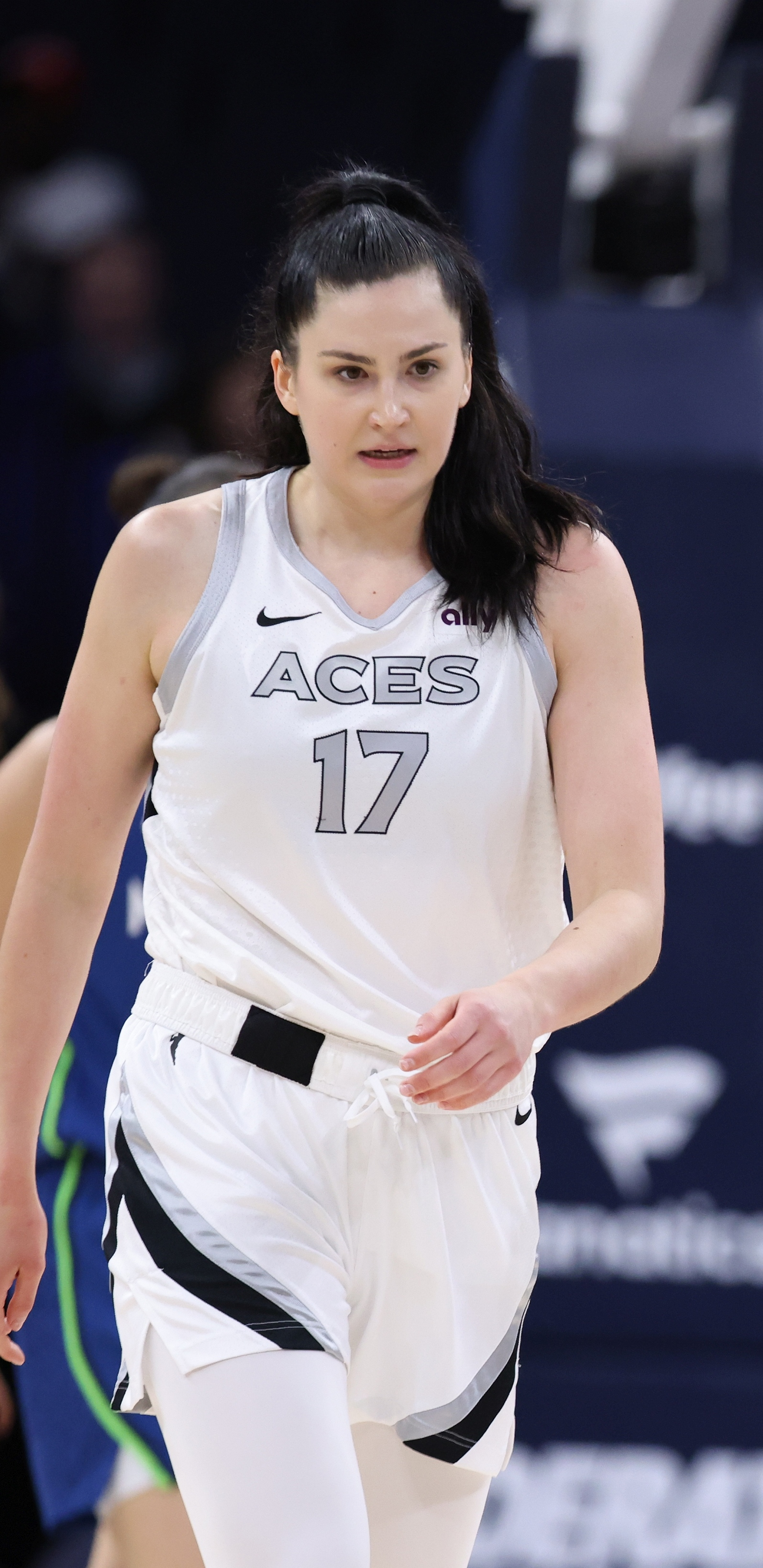
Gustafson con las Iowa Aces en 2024

En agosto de 2023 fichó por los London Lions antes del inicio de la temporada, ayudando al equipo a asegurar la victoria en la final de Betty Codona WBBL contra los Essex Rebels, siendo galardonada con el premio MVP de la final. El 2 de febrero de 2024, se anunció que se uniría a Las Vegas Aces para la temporada 2024 de la WNBA.

## Selección nacional
El 14 de junio de 2023 obtuvo la nacionalidad española por carta de naturaleza, siendo convocada por primera vez para las ventanas FIBA de noviembre de ese año.

### Juegos Olímpicos
Formó parte del equipo español que disputó los Juegos Olímpicos de París 2024.Fue la jugadora más destacada a nivel estadístico del equipo, promediando 30.3 MPP, 18.0 PPP y 9.3 RPP siendo la líder del equipo en esos tres aspectos. 

## Estadísticas en Iowa
Fuente
| Año     | Equipo | GP  | Puntos | FG%   | 3P%    | FT%   | RPG  | APG | SPG | BPG | PPG  |
| ------- | ------ | --- | ------ | ----- | ------ | ----- | ---- | --- | --- | --- | ---- |
| 2015–16 | Iowa   | 33  | 352    | 55.4% | 0.0%   | 61.5% | 6.8  | 0.8 | 0.3 | 1.8 | 10.7 |
| 2016–17 | Iowa   | 34  | 628    | 64.7% | 0.0%   | 78.8% | 10.1 | 0.6 | 0.6 | 1.3 | 18.5 |
| 2017–18 | Iowa   | 32  | 823    | 67.1% | 0.0%   | 80.6% | 12.8 | 1.4 | 0.6 | 2.1 | 25.7 |
| 2018–19 | Iowa   | 36  | 1001   | 69.6% | 100.0% | 78.9% | 13.4 | 1.7 | 0.4 | 1.8 | 27.8 |
| Total   |        | 135 | 2804   | 65.6% | 50.0%  | 76.8% | 10.8 | 1.1 | 0.5 | 1.7 | 20.8 |